# Wagenhofen (Pfaffenhofen an der Glonn)
Wagenhofen ist Gemeindeteil der Gemeinde Pfaffenhofen an der Glonn im Landkreis Dachau und zählt 146 Einwohner (Stand 1. Februar 2018).

## Geografie
Das Dorf Wagenhofen liegt nördlich (links) im Tal der Glonn, etwa halben Weges zwischen Pfaffenhofen und Odelzhausen auf einer Höhe von ca. 510 m ü. NHN. Die nächstgelegene größere Stadt ist das 15 km westlich gelegene Augsburg. Gemeindestraßen erschließen den Gemeindeteil zu der südlich verlaufenden Staatsstraße 2052 hin, die drei Kilometer östlich zu der Bundesautobahn 8 anschließt.

## Geschichte
Aus der Endung „-hofen“ kann man schließen, dass der Ort ursprünglich nach den „Höfen des Wacho“ benannt wurde. Diese Art der Namensgebung legt eine Entstehung des Ortes um das 7. Jahrhundert nahe. Zum Ersten Mal urkundlich erwähnt wurde Wagenhofen allerdings erst 1085 in der Übertragung des Monasterium Hegibach (Kloster Habach) an den Altar der Hl. Maria in Augsburg durch Graf Notpertus, bei der, der Zeuge Alberich de Wagenhoven genannt wird.
Die im Ortszentrum stehende Kapelle wurde 1844 gebaut und unter das Patrozinium Franz von Assisis gestellt. Sie besitzt eine etwa 15 Kilogramm schwere Bronzeglocke mit der Inschrift „1893 gegossen in Augsburg“, diese konnte aufgrund ihrer geringen Größe vor dem Einschmelzen während der beiden Weltkriege bewahrt werden.